# Energia nucleare a Cuba
A Cuba esiste una sola centrale elettronucleare a Juragua, equipaggiata con due reattori VVER da 417 MW ciascuno di progetto sovietico, i cui lavori sono stati interrotti nel 1995 per difficoltà finanziarie quando erano completati per il 75% per la parte civile e per il 90% per gli edifici dei reattori.

## Centrali elettronucleari
Tutti i dati della tabella sono aggiornati a marzo 2010
| Reattori dismessi |                    |           |                    |                                               |             |       |
| Centrale | Potenza netta (MW) | Tipologia | Inizio costruzione | Allacciamento alla rete                       | Dismissione | Costo |
| Juragua (Reattore 1) | 417                | VVER      | 1983               | Mai completato a causa di problemi finanziari | 1995        |       |
| Juragua (Reattore 2) | 417                | VVER      | 1983               | Mai completato a causa di problemi finanziari | 1995        |       |
| Totale programmati: 2 reattori per complessivi 834 MW |                    |           |                    |                                               |             |       |
| NOTE: - La normativa in vigore prevede la possibilità di sostituzione e/o aumento del parco reattori al termine del ciclo vitale degli impianti ancora in funzione. Non c'è nessun programma per l'unica centrale nucleare del paese |                    |           |                    |                                               |             |       |